# Клименко Сергій Васильович
Клименко Сергій Васильович (11 січня 1925, с. Зозів — 21 січня 1945, Польща) — Герой Радянського Союзу, учасник Другої світової війни.

## Біографія
Сергій Клименко народився 11 січня 1925 року в селі Зозів (нині — Липовецький район Вінницької області). З 1935 року проживав в місті Зима Іркутської області, де закінчив п'ять класів середньої школи. У листопаді 1942 року Клименко призваний на службу в Робітничо-селянську Червону Армію. З березня 1944 року — на фронтах Другої світової війни, був кулеметником 113-го гвардійського стрілецького полку 38-ї гвардійської стрілецької дивізії 70-ї армії 1-го Білоруського фронту. Відзначився під час звільнення Польщі.
18 серпня 1944 року на висоті в районі населеного пункту Сітки в 10 кілометрах на схід від міста Радзимін Клименко брав участь у відбитті семи німецьких контратак, особисто знищивши танк і близько 100 німецьких солдатів і офіцерів. У тих боях він отримав два поранення, але продовжував битися, і лише після бою відправлений в санчастину. 21 січня 1945 року на підступах до Бромбергу (нині — Бидгощ) Клименко загинув. Похований в Бидгощі.
Указом Президії Верховної Ради СРСР від 24 березня 1945 року за «зразкове виконання бойових завдань командування на фронті боротьби з німецькими загарбниками і проявлені при цьому відвагу і геройство» гвардії червоноармієць Сергій Клименко посмертно удостоєний високого звання Героя Радянського Союзу. Також був нагороджений орденом Леніна і двома медалями. Довічно зарахований до списків особового складу військової частини.
На честь С. Клименка названі школа і вулиця в місті Зима.